# Wilhelm Lahmeyer
Friedrich Wilhelm Lahmeyer (* 26. April 1859 in Clausthal; † 9. Dezember 1907 in Bonn) war ein deutscher Elektroingenieur und Unternehmer.

## Eltern
Sein Vater Adolph Lahmeyer war Zehnt-Kassierer und später Rechnungsrat der Bergverwaltung in Clausthal. Seine Mutter Auguste war eine Tochter des Clausthaler Generalsuperintendenten Johann Ernst Wilhelm Gericke (1796–1871).

## Vita

Lahmeyer-Maschine von 1886

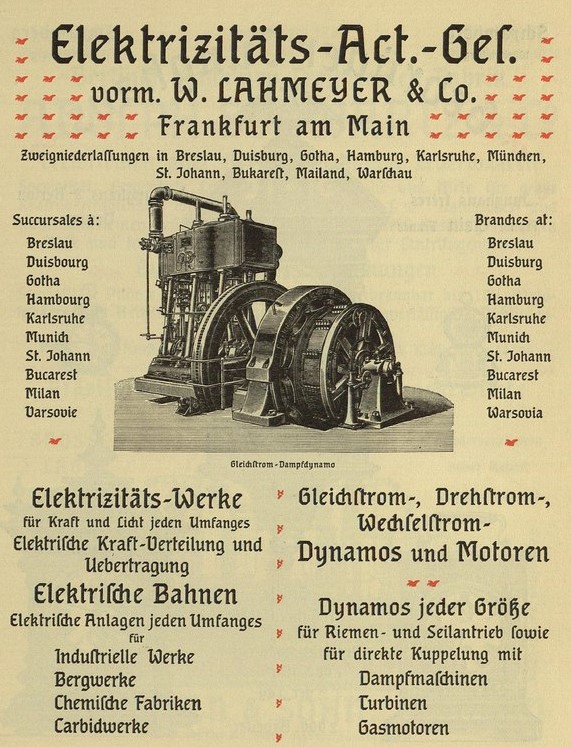
Auftritt auf der Weltausstellung Paris 1900

Wilhelm Lahmeyer studierte zunächst Mathematik an der Georg-August-Universität Göttingen und der Ludwigs-Universität Gießen und später Elektrotechnik an der Technischen Hochschule Hannover bei Wilhelm Friedrich Kohlrausch. Anschließend war er als wissenschaftlicher Assistent am Polytechnikum Aachen tätig.
Er erfand eine selbstregelnde Bogenlampe. Die Erfindung der ersten Gleichstrom-Außenpolmaschine, der sogenannten Lahmeyer-Type, gab 1886 den Anstoß zur Gründung des Unternehmens Deutsche Elektrizitätswerke zu Aachen, Garbe, Lahmeyer & Co., das elektrische Lampen, kleinere Dynamos und Motoren herstellte.
1890 verließ Lahmeyer das Unternehmen und gründete in Frankfurt am Main die Wilhelm Lahmeyer & Co. KG, die große Elektromaschinen und Kraftwerke baute. 1891 präsentierte er auf der Internationalen Elektrotechnischen Ausstellung in Frankfurt am Main ein Gleichstromsystem mit einer Übertragung über 10 km von Offenbach am Main zur Ausstellungshalle. Des Weiteren sicherte er sich die Patente von Friedrich August Haselwander.
Die Ingenieurabteilung seines Unternehmens wurde 1892 in eine Beteiligungsgesellschaft, die heutige Lahmeyer International, überführt. Am 1. April 1893 entstand die Elektrizitäts-AG vormals W. Lahmeyer & Co., die von 1905 bis 1910 auch mit dem Kölner Unternehmen Felten & Guilleaume fusioniert war.
1893 ging Lahmeyer aus gesundheitlichen Gründen in den Ruhestand. Ab 1897 lebte er in einer Nervenheilanstalt.

## Ehrungen
Lahmeyer wurde postum mit der Benennung der Lahmeyerstraße in Frankfurt-Riederwald und der Lahmeyer-Brücke in Frankfurt-Ostend geehrt.

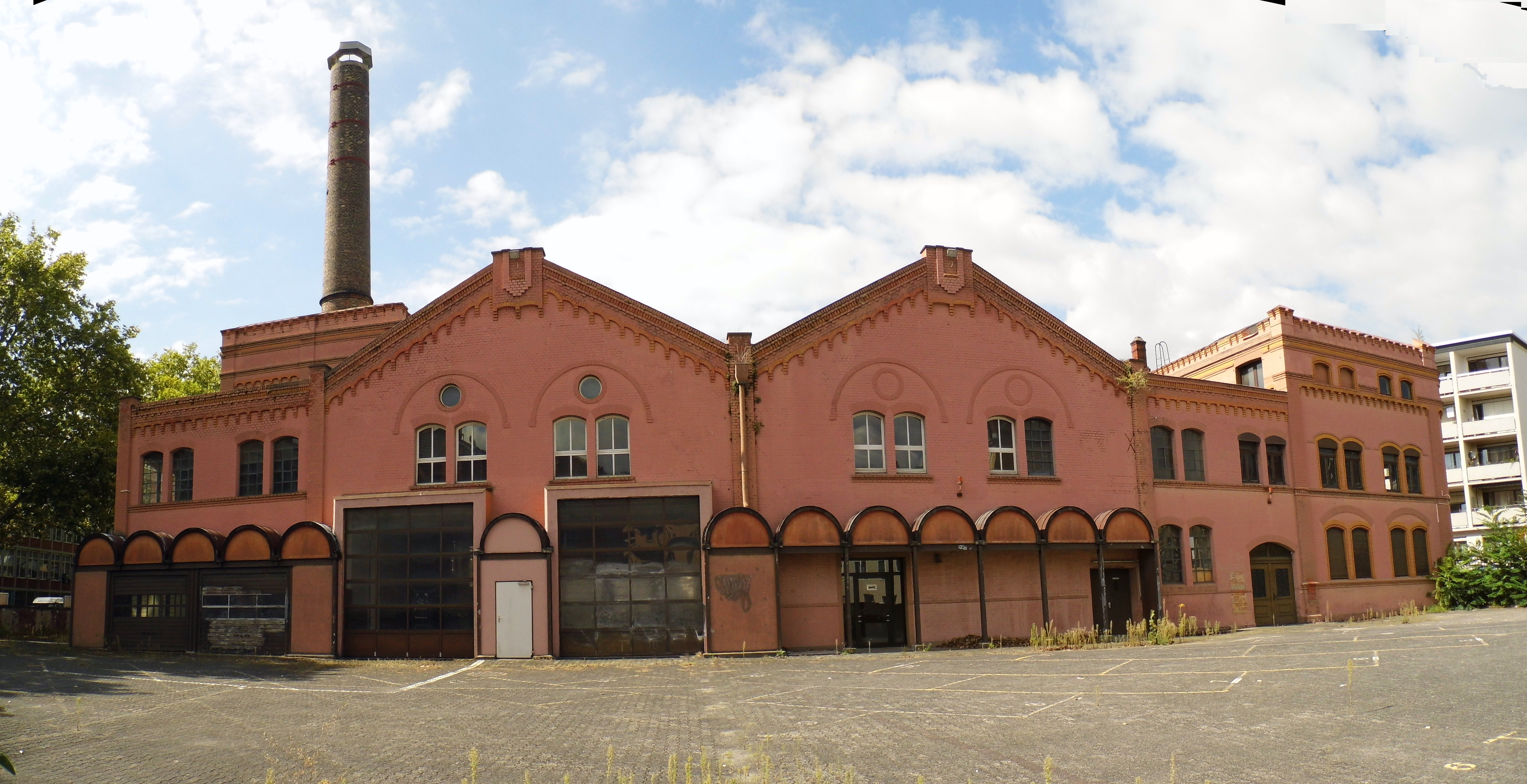
Historisches Elektrizitätswerk in Frankfurt-Bockenheim, gebaut 1893 von Lahmeyer & Co.
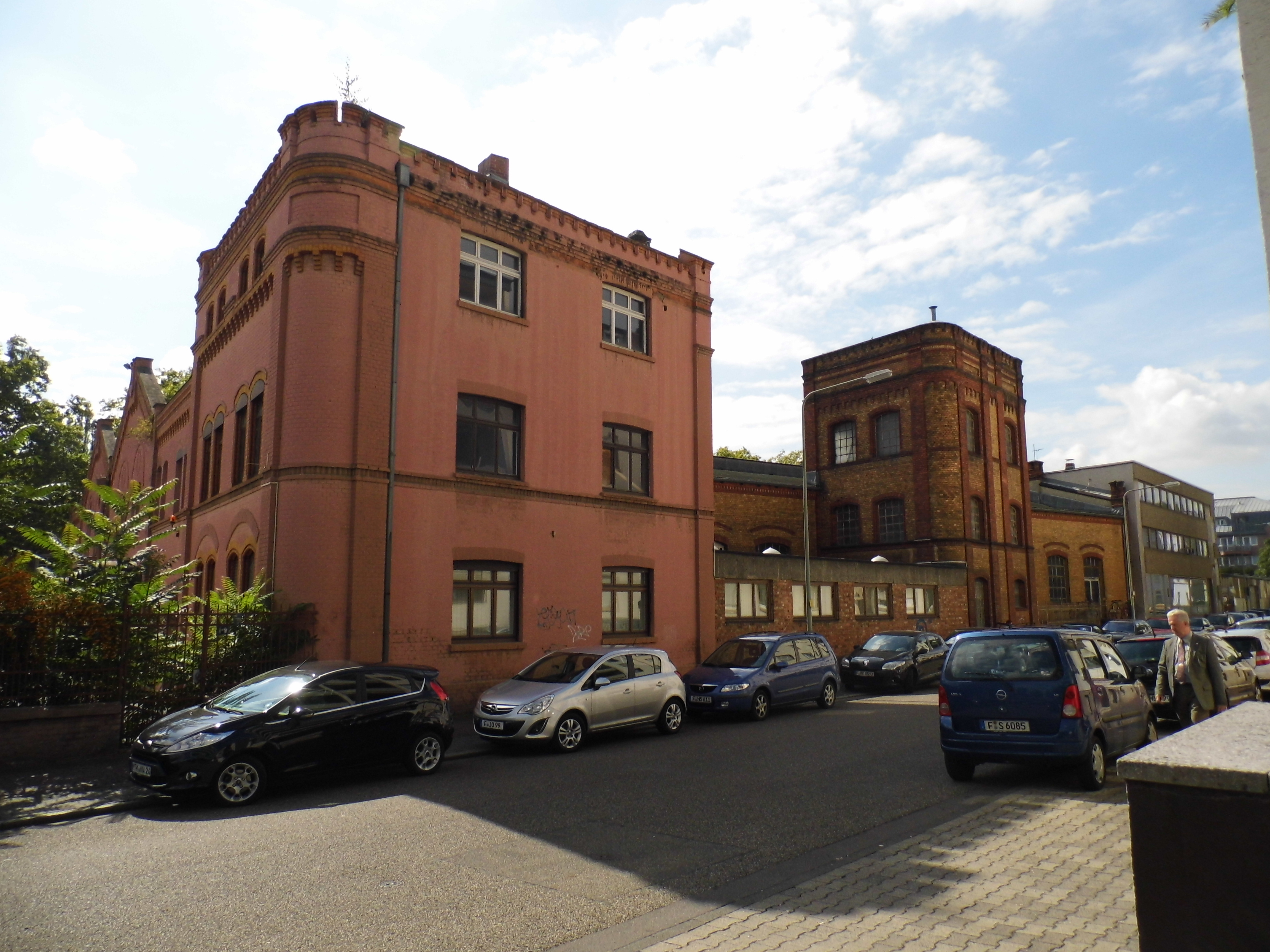
Historisches Elektrizitätswerk in Frankfurt-Bockenheim, gebaut 1893 von Lahmeyer & Co.